# Década cosmológica
Uma década cosmológica (CÐ) é uma divisão da idade do universo. A divisão é feita em escala logarítmica na base 10, cada década cosmológica representa um período de tempo dez vezes maior que a década anterior. Pode ser expressa através da seguinte fórmula:
Onde t é o número de anos que já se passaram desde o Big Bang e n representa a década cosmológica ao qual t pertence. Explorando um pouco mais a definição, temos a seguinte linha do tempo (onde os anos são contados a partir do Big Bang):
| Década Cosmológica (CÐ) | Início                    | Fim                        |
| ----------------------- | ------------------------- | -------------------------- |
| 0                       | ano 100 (ano 1)           | ano 101 (ano 10)           |
| 1                       | ano 101 (ano 10)          | ano 102 (ano 100)          |
| 2                       | ano 102 (ano 100)         | ano 103 (ano 1000)         |
| 3                       | ano 103 (ano 1000)        | ano 104 (ano 10000)        |
| ...                     | ...                       | ...                        |
| 10                      | ano 1010 (ano 10 bilhões) | ano 1011 (ano 100 bilhões) |
| ...                     | ...                       | ...                        |

Estima-se que o Universo tenha aproximadamente 13.8 bilhões de anos, sendo assim:
O que implica que o Universo está atualmente em sua décima década cosmológica.